# Pinheiro Preto
Pinheiro Preto es un municipio brasileño del estado de Santa Catarina. Tiene una población estimada al 2022 de 3 473 habitantes. Pertenece a la Región metropolitana de Contestado.

## Toponimia
Pinheiro Preto, del portugués, que significa "Pino Negro".

## Historia
La localidad comenzó a poblarse a comienzos del Siglo XX con la construcción del Ferrocarril São Paulo a Río Grande. Fue el 24 de octubre de 1909 cuando en la joven localidad ocurrió el Robo del tren de valores de Pinheiro Preto, el primer hecho de este tipo en el país. Perpetrado por Zeca Vacariano, en el municipio se encuentra la “Cruz do Vacariano” como homenaje a los fallecidos durante el robo y atractivo turístico de la ciudad.
En la década de 1920, la localidad recibió a colonos de origen italianos, quienes en 1923 elaboraron el primer vino de Santa Catarina; en la actualidad el cultivo de vid es una principal actividad económica del municipio.
Fue creado como distrito de Videira el 21 de octubre de 1953, y se emancipó el 19 de mayo de 1962.